# Julien de Tolède
Pour les articles homonymes, voir Julien.
Julien II de Tolède (espagnol : San Julián de Toledo ; latin : Julianus Toletanus), né à Tolède vers 642, est un archevêque, érudit, théologien, poète et historien de Tolède, capitale du royaume wisigoth d'Espagne, de sa consécration le 29 janvier 680 à sa mort le 6 mars 690. Primat d'Espagne, il est fêté le 6 mars.

## Biographie
Né en 642 d'une famille juive déjà convertie à sa naissance,, il étudia à l'école épiscopale de Tolède et fut le disciple de saint Eugène II de Tolède, poète renommé. Il avait pour compagnon le diacre Gudila et les deux amis se consacrèrent à la prière et à l'étude mais leur zèle apostolique les amenèrent à retourner dans le monde pour tenter la conversion des pécheurs.
Julien approfondit ses connaissances biblique, théologique, philosophique, historique et poétique, et fut ainsi ordonné diacre en 669-670 et prêtre vers 674-675.
Sa connaissance approfondie de la patristique latine et surtout grecque (chose inhabituelle en Occident) lui valut un tel prestige que le roi wisigoth Wamba (672-680) le nomma successeur de l'évêque Quirico de Tolède (667-680) le 29 janvier 680.
Sous son gouvernement diocésain, le patrimoine de la bibliothèque épiscopale s'est considérablement accru.
Durant son mandat, il assiste à divers conciles et notamment aux XIIe (681), XIIIe (683), XIVe (684) et XVe (688) conciles du royaume wisigoth, qu'il préside. Lors du XVe concile, il tient un rôle de premier plan puisque sa position théologique sur les « deux volontés du Christ  » est confirmée, sujet auquel 17 canons sont consacrés. Elle a également obtenu la primauté sur tous les diocèses espagnols pour son siège ; c'est pourquoi il reçoit le titre d'archevêque de Tolède, bien que le terme n'ait pas été généralement utilisé à cette époque.
L'arianisme y est une nouvelle fois condamnée (ce qui peut montrer la difficulté de l'Église catholique romaine à faire disparaître complètement l'hérésie).
Il travailla également à la conversion des Juifs du royaume, mais avec une « certaine conciliation », du fait de l'origine juive de sa famille,. Il les qualifia d'importants instigateurs d'« infidélité » et de « perfidie ». Soutenu par le roi Wamba, il organisa l'enlèvement des enfants juifs pour les faire baptiser de force au christianisme nicéen et leur donner des noms chrétiens.
Il était également proche du roi Ervige à qui il dédia deux de ses œuvres, des traités antijudaïques, et auprès duquel il poursuivit son œuvre de conversion des Juifs. Ervige succéda à Wamba en 680, après sa déposition motivée par la pénitence qu'il avait reçue alors qu'il était inconscient. La participation à ce qui semble être un coup d'État de l'évêque Julien de Tolède, responsable du sacrement de pénitence ainsi que de l'onction royale, est tout à fait évidente. Il fut amplement critiqué pour ce type d'actions en tant que Primat d'Espagne et pour d'autres controverses théologiques avec Rome, par des historiens catholiques ou des chercheurs protestants,. 
Mort le 6 mars 690, il est enterré en l'église Sainte-Leocadia de Tolède.

À sa mort, son successeur, Félix de Séville ou Tolède, lui consacra une hagiographie (Sancti Vita Iuliani ) dont Jocelyn Nigel Hillgarth dit, : 

« C'est le portrait d'un grand évêque de son temps, remarquable pour sa défense de l'Église, toujours attentif à son rôle de pasteur, dénué de crainte dans son attitude envers les grands, célébré avec raison pour sa bonté envers les pauvres, se faisant le serviteur de son peuple »

## Œuvres

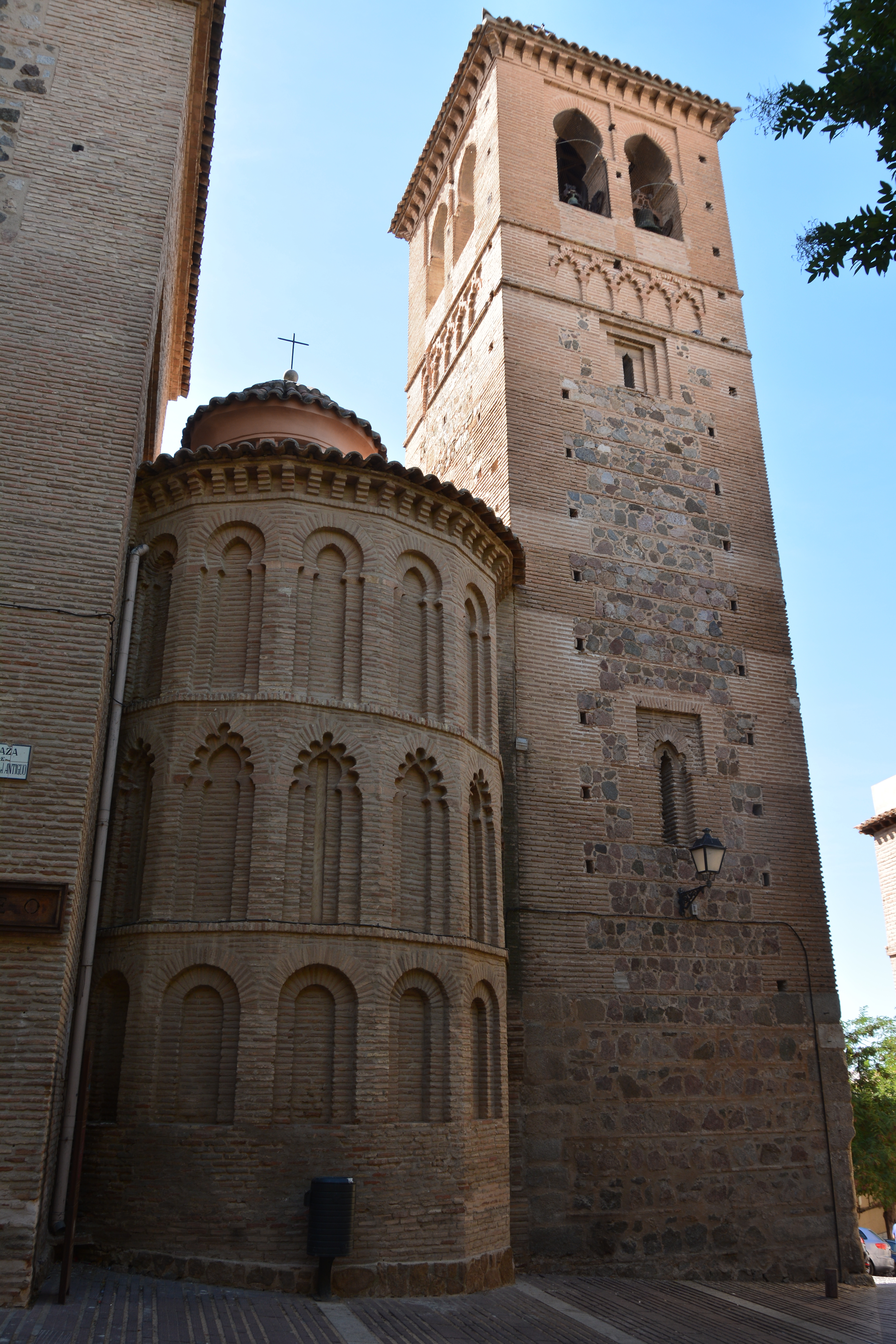
Église Sainte Léocadie de Tolède

Selon son hagiographe, il est un auteur prolifique dans les domaines dogmatique, biblique, théologique (dans un style littéraire raffiné bien supérieur à celui de son temps,), liturgique et historique, et probablement aussi de la grammaire, soit dix-sept ouvrages, sans compter les épîtres et les prières attachées à certaines d'entre elles mais seulement la moitié de sa production a pu être conservée. Savant de premier plan pour son époque, son érudition est équivalente à celle d'Isidore de Séville qu'il dépasse en originalité.
Parmi ses œuvres, une Historia rebellionis Pauli adversus Wambam (« Histoire de la rébellion de Paul contre Wamba ») figure une source d'informations (parfois approximatives) sur le règne du roi Wamba (672-680) et de Llivia, que le plus brillant prosateur du royaume qu'il était fut chargé d'exposer toute l'histoire dont celle des usurpateurs. Écrite vers 673-674, cette œuvre est destinée à exalter le patriotisme et la fidélité au roi Wamba. Ce dernier, qualifié le plus souvent de religiosus, incarne un idéal de sainteté et revêt des allures de prophète plus que d'homme de guerre. Le récit débute par la description de l'élection et du sacre de Wamba.
Par ailleurs, son Antikeimenon libri II est une tentative de résolution des contradictions trouvées dans les textes des Saintes Écritures.
Dans le genre historique, on lui doit également l’ouvrage intitulé Prognosticorum, sive de origine mortis humanæ ; de futuro seculo, écrit en 688, deux ans avant sa mort. Cet ouvrage s'appuyant sur les sources biblique et patristique, très apprécié et largement diffusé dans l'Europe du haut-Moyen Age, fait de Julien le véritable père de l'eschatologie chrétienne.

### Œuvres authentiques
- Historia Wambae regis : récit du soulèvement du duc Paul en Septimanie contre le roi Wamba. Rédigé entre 683 et 690, description de l’élection (1er septembre 672) puis l’onction du nouveau souverain, la révolte, la trahison de Paul, la répression de Wamba et la condamnation des vaincus (4 septembre 673)[11].
  - Incipit epistola Pauli perfidi, qui tyrannice rebellionem in Gallias fecit Wambani principis magni, lettre fictive parodiant la pratique des lettres dédicatoires, présentant une satire du duc Paul présenté comme « perfide » (incipit de la lettre), devenant l’archétype du tyran dont l’« histoire » s’achève avec la victoire du religiosus Wamba, modèle du souverain légitime[11].
- Apologeticum fidei : résumé isolé conservé exposant la position de l'Église hispanique sur les questions de foi débattues au VI Concile œcuménique de Constantinople (680-681).
- De comprobatione sextae aetatis aduersus iudaeos (686) : traité de polémique antijuive dédié à Ervige.
- Apologeticum de tribus capitulis (686) : document conservé partiellement de défense de l'orthodoxie de la position de l'Église wisigoth et adressée au pape Benoît II (683-685).
- Fragmenta II apud Aluarum Cordubensem
- Antikeimenon libri II (c. 686) : traité d'exégèse biblique concernant la politique anti-juive du roi, dédié à Ervige.
- Elogium beati Ildephonsi o Vida de San Ildelfonso.
- Prognosticorun futuri saeculi libri III, (vers 688) : traité théologique sur l'au-delà et la résurrection des morts, dédié à l'évêque Idalio de Barcelone (vers 666-689).
- Versus ad Modoenum : poème polymétrique dans lequel son auteur se réfère à lui-même comme « Iulianus seruorum Domini seruus ».

### Œuvres douteuses
- Ars Grammatica
- Tractatus de partibus orationis
- De Trinitatis diuinitatis quaestionibus
- Utrum animae de humanis corporibus exeuntes mox deducantur ad gloriam uel ad poenam

### Œuvres perdues
- Libri responsionum II : doctrinal.
- Libellus de remediis blasphemiae cum epistola ad Adrianum abbatem : doctrinal.
- Excerpta de libris s. Augustini contra Iulianum haereticum directis : doctrinal.
- Liber sermonum : œuvre liturgique
- Liber missarum : œuvre liturgique
- Liber orationum : œuvre liturgique
- Liber sententiarum
- Libellus de diuinis iudiciis
- Liber epistolarum : compilation épistolaire.
- Liber carminum diuersorum : compilation de poèmes dont des hymnes, des épitaphes et des épigrammes.

### Sources bibliographiques
- Olivier Rimbault, texte latin et traduction française d'Histoire du roi Wamba par Julien de Tolède, Éditions Paleo, coll. l'encyclopédie médiévale  (ISBN 978-2-84909-591-1)
- J.N. Hillgarth, B. Bischoff, W. Levison (eds.), Iulianus Toletanus. Opera, I. Prognosticon futuri saeculi libri tres. Apologeticum de tribus capitulis. De comprobatione sextae aetatis. Historia Wambae regis. Epistula ad Modoenum. (= Corpus Christianorum. Series Latina, 115), Turnhout: Brepols Publishers, 1976.
- J.C. Martín-Iglesias, V. Yarza Urquiola (eds.), Iulianus Toletanus, Felix Toletanus, Iulianus Toletanus (Ps.). Opera, II. Elogium Ildefonsi, Vita Iuliani (auctore Felice Toletano), Antikeimena, Fragmenta, Ordo annorum mund (= Corpus Christianorum. Series Latina, 115A-B), Turnhout: Brepols Publishers, 2014.